# Dancé (Orne)
Dancé foi uma comuna francesa na região administrativa da Normandia, no departamento Orne. Estendia-se por uma área de 14,8 km². Em 2010 a comuna tinha 374 habitantes (densidade: 25,3 hab./km²).
Em 1 de janeiro de 2016, passou a formar parte da nova comuna de Perche en Nocé.